# Lucien Petipa
Joseph-Lucien Petipa (Marsiglia, 22 dicembre 1815 – Versailles, 7 luglio 1898) è stato un danzatore francese, figlio di Jean-Antoine Petipa e di Victorine Maurel, e fratello del coreografo Marius Petipa.

## Biografia
Cominciò la sua carriera molto giovane, sotto la guida di suo padre. Apparve sulle scene per la prima volta al Théâtre Royal de la Monnaie  a Bruxelles il 25 marzo 1821, ne La Dansomanie di Pierre Gardel, nel quale interpretava il ruolo di Castagnet, un bambino di cinque anni. A partire dal 1824, interpretò i ruoli del Cupido nei balletti di suo padre. Delaloy scrisse, in occasione di una rappresentazione di Volage fixé di Louis Duport: « Il Signor Lucien Petipa si è perfettamente adattato al ruolo di Cupido, questo bambino è molto intelligente in tutto quello che fa». A fianco di suo fratello Marius, Lucien si cimentò nel grande repertorio dell'epoca dando l'idea di avere davanti a sé un brillante futuro.
Quando la famiglia Petipa lasciò Bruxelles nell'aprile del 1835, Lucien divenne primo danzatore presso il Teatro di Bordeaux, nel quale suo padre lavorava come maître de ballet. Lucien restò in questo teatro per qualche anno, fino a che il coreografo italiano Filippo Taglioni lo notò durante una tournée in città. Egli convinse Lucien ad andare a Parigi e lo fece debuttare all'Opéra il 10 giugno 1839, nella ripresa de La Sylphide, al fianco di Lucile Grahn. Da quel momento, Lucien Petipa fu il creatore dei ruoli principali di molti balletti, come ad esempio quello di Albrecht in Giselle del 1841, in cui fu il partner di Carlotta Grisi. Restò primo ballerino e poi maître de ballet e coreografo dell'Opéra de Paris fino al 1868, quando venne mandato via in seguito ad un infortunio dovuto a un incidente di caccia che gli ha impedito di continuare a danzare.
Lucien ritornò a Bruxelles nell'ottobre del 1872 e, nel 1875, fu nominato professore di «callistenia» al Conservatorio Reale di Bruxelles, dove insegnò portamento e danza per tre anni. Nel 1878, Petipa lasciò definitivamente Bruxelles per Versailles dove finirà i suoi giorni. L'Opéra lo chiamerà di nuovo nel 1882 per la creazione di Namouna.

## Curiosità
- Nell'infanzia fece da modello per il dipinto Marte disarmato da Venere, prestando il suo volto per la raffigurazione di Cupido.

## Creazioni principali
- Sacountala (Parigi, Opéra, 14 luglio 1858)
- Graziosa (Parigi, Opéra, 25 marzo 1861)
- Le Roi d'Yvetot (Parigi, Opéra, 28 dicembre 1865)
- Le Marché des innocents, da Marius Petipa (Bruxelles, 14 ottobre 1872)
- Namouna (Parigi, Opéra, 10 febbraio 1882)